# Delfim Peixoto
Delfim de Pádua Peixoto Filho (Itajaí, 3 de janeiro de 1941 – La Unión, 28 de novembro de 2016) foi um advogado e político brasileiro, vice-presidente da CBF e presidente da Federação Catarinense de Futebol.

## Biografia
Filho de Delfim Mário Pádua Peixoto e de Dinorah dos Reis Garção Peixoto, bacharelou-se em direito pela Faculdade de Direito de Santa Catarina.
Foi deputado à Assembleia Legislativa de Santa Catarina na 7ª legislatura (1971 — 1975), na 8ª legislatura (1975 — 1979), e na 9ª legislatura (1979 — 1983), eleito pelo Movimento Democrático Brasileiro (MDB).
Foi presidente da Federação Catarinense de Futebol, desde 1985, com mandato até 2016.
Morreu na queda do voo 2933 da LaMia juntamente com a delegação da Chapecoense que estava indo disputar a final da Copa Sul-Americana.

## Morte
Delfim foi uma das vítimas fatais da queda do Voo 2933 da Lamia, no dia 28 de novembro de 2016. A aeronave transportava a equipe da Chapecoense para Medellin, onde disputaria a primeira partida da final da Copa Sul-Americana de 2016. Além da equipe da Chapecoense, a aeronave também levava 21 jornalistas brasileiros que cobririam a partida contra o Atlético Nacional (COL).